# مايكل ماير
مايكل ليفيرسون كاير (بالإنجليزية: Michael Meyer)‏ هو مترجم وكاتب سيرة وصحفي وكاتب مسرحي إنجليزي (3 أغسطس 2000-11 يونيو 1921).

## حياته
ولد ماير في لندن في عائلة تاجر أخشاب من أصل يهودي، ودرس اللغة الإنجليزية في كنيسة المسيح، أكسفورد.أول ترجمة له كانت لكتاب سويدي وهو رواية السفن الطويلة لفرانس جنر بنغتسون، والتي نشرتها دار كولينز في عام 1954. وأكثر ما اشتهر به هو ترجمته لأعمال اثنان من الكتاب المسرحيين الإسكندنافيين هما هنريك إبسن وأوغست ستريندبرغ. كتب براهام موراي عنه في النعي الذي نشرته صحيفة الجارديان أنه كان «أعظم من ترجم لإبسن وستريندبيرج إلى اللغة الإنجليزية» حتى أنه تفوق على وليام آرتشر، أما إنجا-ستينا أوبانك ويان ميردال فقد انتقداه وبالأخص انتقد يان ميردال الترجمات الخاطئة له وحاول إثبات أنه تعمّد ترجمتها هكذا، كما انتقد بقوة سيرة ماير عن ستريندبيرج.
أما عن أعمال ماير في الصحافة فهي في كتاب تحقيقات نيويورك الصحفية.

## روابط خارجية
- مايكل ماير على موقع قاعدة بيانات برودواي على الإنترنت (الإنجليزية)